# Yoshinaga Fujita
Yoshinaga Fujita (en japonès: 藤田 宜永, Fujita Yoshinaga) (Fukui, 12 d'abril de 1950 - Saku, 30 de gener de 2021), va ser un novel·lista i guionista japonès.

## Biografia
Als seus inicis, Yoshinaga Fujita va treballar en novel·les policíaques i d’aventures que recordaven el cinema negre i que tenen lloc a França. Posteriorment, va escriure principalment novel·les policíaques i romàntiques.
Va rebre el 125è Premi Naoki per Love of Love, una novel·la que representa l'amor madur a través de la psicologia dels personatges i les descripcions del sentit urbà I les subtileses de la humanitat.
El 30 de gener de 2020, Yoshinaga Fujita va morir d'un adenocarcinoma pulmonar del lòbul inferior dret en un hospital de la ciutat de Saku, a la prefectura de Nagano, als 69 anys.

### Família
Yoshinaga Fujita es va casar el 1984 amb la novel·lista Mariko Koike, també guanyadora del premi Naoki.
Viuen a Karuizawa.

## Premi
- 125è premiat Premi Naoki 2001.[3]

## Novel·les
- Adrift in Tokyo (títol japonès 転々, tenten)
- A Laughing Frog (Warau Kaeru)
- Territory of Love (愛の領分)

## Guions
- Adrift in Tokyo  (2007)
- Shikyū no Kioku (2007)
- Senryokugai Tsūkoku (2009)